# Vandélicourt
Vandélicourt település Franciaországban, Oise megyében. Lakosainak száma 257 fő (2022. január 1.). Vandélicourt Élincourt-Sainte-Marguerite, Marest-sur-Matz, Margny-sur-Matz, Marquéglise, Vignemont és Villers-sur-Coudun községekkel határos.

## Népesség
A település népessége az elmúlt években az alábbi módon változott:
| Lakosok száma | 292  | 287  | 286  | 276  | 272  | 267  | 263  | 260  | 257  |
|               | 2013 | 2015 | 2016 | 2017 | 2018 | 2019 | 2020 | 2021 | 2022 |